# پیتر دیونپورت
پیتر دیونپورت (به انگلیسی: Peter Davenport) بازیکن فوتبال زادهٔ ۲۴ مارس ۱۹۶۱ اهل انگلستان بود که سابقهٔ بازی در تیم ملی فوتبال انگلستان را در کارنامهٔ خود دارد. وی در تاریخ ۲۶ مارس ۱۹۸۵ تنها بازی ملی خود را در مقابل تیم ملی فوتبال جمهوری ایرلند انجام داد.